# Papst
Papst ist der deutschsprachige geistliche Titel für den Bischof von Rom als Oberhaupt der römisch-katholischen Kirche. Weitere Bezeichnungen sind unter anderem Heiliger Vater und Pontifex Maximus.
Der aktuelle Amtsinhaber  Leo XIV.  wurde im Konklave am 8. Mai 2025 gewählt, nachdem sein Vorgänger Franziskus am 21. April 2025 verstorben war.
Das Amt des Papstes, der bischöfliche Stuhl des Bistums Rom, ist als Heiliger Stuhl bekannt. Er ist ein nichtstaatliches Völkerrechtssubjekt und vertritt in internationalen Beziehungen den Staat Vatikanstadt und die römisch-katholische Kirche. Gemäß dem Grundgesetz des Staates der Vatikanstadt verfügt der Papst zudem als Oberhaupt des Vatikanstaates über die Fülle der gesetzgebenden, ausführenden und richterlichen Gewalt. Er kann im Völkerrecht im Namen des Heiligen Stuhls und des Vatikanstaats handeln, wobei Letzteres selten vorkommt.
Die Kathedralkirche des Bistums Rom und somit Bischofssitz des Papstes ist die Lateranbasilika. Residenz des Papstes ist seit 1871 der Apostolische Palast.

## Πάππας – Papa – Papst
Spätestens ab dem 2. Jahrhundert war im östlichen Mittelmeerraum griechisch πάππας páppas „Vater“ allgemein eine Ehrenbezeichnung für christliche Würdenträger, darunter auch Äbte und Bischöfe. Als Bezeichnung für den Bischof von Rom begegnet lateinisch pāpa erstmals auf einem Grabstein aus der 2. Hälfte des 4. Jahrhunderts (sub Liberio papa). Seit dem 5. Jahrhundert war dieser Titel im Westen allein dem Bischof von Rom vorbehalten und setzte sich seit dem Frühmittelalter als „Kurzformel für den Inhaber des Petrusamtes“ durch, wenn auch andere Titel (Pontifex Maximus, Servus servorum Dei, Apostolicus, Vicarius Christi) daneben in Gebrauch blieben und der streng lehramtliche, offizielle Titel „Bischof von Rom“ (Pontifex Romanus) lautet. Der Titel pāpa wird auf den Bullen des römischen Bischofs von Anfang an verwendet, in Urkunden seit etwa 1400; die Bezeichnung papatus für die Institution des Papsttums ist seit Mitte des 11. Jahrhunderts bezeugt.
Nachdem im Althochdeutschen zunächst kirchenlateinisch pāpa unverändert entlehnt worden war, wurde wohl aus dem Altfranzösischen, das neben pape die seltene Schreibung papes kennt, letztere als altsächsisch pābos, mittelniederdeutsch pāwes(t) entlehnt (mit -t nach dem Vorbild von höchst und best). Im Mittelhochdeutschen wird der Bischof von Rom als bābes bezeichnet; seit dem 13. Jahrhundert gilt bābest. Das Frühneuhochdeutsche schwankt zwischen Babst und Bapst. Nach Wiederherstellung des lateinischen Konsonantismus entschied Johann Christoph Adelung für die Schreibung Papst.
Das Oberhaupt der Koptisch-orthodoxen Kirche trägt spätestens seit Heraclas (232–248) ebenfalls den Titel Papst (siehe auch Liste der koptischen Päpste).
Der Vorgänger von Papst Franziskus, Benedikt XVI. wurde seit seinem Amtsverzicht zum 28. Februar 2013 als Papa emeritus (emeritierter Papst) bezeichnet. Er starb am 31. Dezember 2022.

## Biblische Bezüge
Der Anspruch des Petrus und seines Nachfolgers auf Leitungsgewalt wird aus mehreren Bibelstellen abgeleitet, vor allem aus dem „Felsenwort“ Mt 16,18  und dem „Schlüsselwort“ Mt 16,19 , auch von Lk 22,32  („stärke deine Brüder“) und Joh 21,15 ff.  („weide meine Lämmer“). Die hermeneutische Grundentscheidung hierbei ist, dass Bibeltexte sich durch historische Erfahrungen in einer Glaubensgemeinschaft erschließen und sozusagen mit Bedeutung anreichern können, so der katholische Kirchenhistoriker Klaus Schatz. Etwas anders urteilt der katholische Neutestamentler Lothar Wehr: Der besondere Petrusdienst, der in der Zeugenschaft für das authentische Evangelium und in der Bewahrung der kirchlichen Einheit bestehe, sei im Neuen Testament einerseits historisch einmalig mit der Person der Simon Petrus verbunden, andererseits auch „ein fortzuführender u. allezeit in der Kirche notwendiger“ Dienst, für das das Neue Testament die „Maßstäbe“ setze, ohne eine Ausgestaltung vorzuschreiben.

## Geschichte
Die Wurzeln des Papsttums sind die frühe Petrus- und Paulus-Tradition der stadtrömischen Kirche, verbunden mit der christlich verstandenen Romidee. Obwohl Bischöfe von Rom bereits in der Alten Kirche den Anspruch auf eine Führungsrolle in der Christenheit erhoben, erfolgte die Ausgestaltung des Papsttums erst im Mittelalter, vorbereitet durch die Kirchenreformbewegung des 11. Jahrhunderts. Innerkirchlich wirkten Konziliarismus und Episkopalismus als Gegengewichte. Als Herrscher des Kirchenstaates hatten die Päpste politische Interessen in Mittelitalien, die in Spannung zu ihrer gesamtkirchlichen Aufgabe standen. Gleichzeitig mit dem Verlust des Kirchenstaats 1870 fixierte das Erste Vatikanische Konzil zwei Papstdogmen: den gesamtkirchlichen Jurisdiktionsprimat und, darin eingebettet, die Unfehlbarkeit bei ex-cathedra-Entscheidungen.

## Dogmatische Festlegungen
Die Stellung des Papsttums im Rahmen der römisch-katholischen Ekklesiologie wird im Folgenden nach Wolfgang Beinert referiert. Die Aussagen des Neuen Testaments zu Simon Petrus fasst er darin zusammen, dieser sei „Garant und Zeuge der kirchlichen Einheit“ angesichts der zentrifugalen Kräfte, die in der Christenheit stets wirksam seien. Von Anfang an und durch Jesu eigene Initiative habe die Wahrung der Einheit eine „personale Gestalt“ gehabt; insofern sei es im Sinne Jesu, dass nach dem Tod des Petrus die Bischöfe von Rom als Garanten der kirchlichen Einheit wirkten. Das bedeutet bei Beinert ausdrücklich nicht, dass schon die legendarischen ersten Bischöfe Roms sich so verstanden hätten. „Das Amt des römischen Bischofs steht seinem Wesen nach in struktureller Identität mit dem Amt des Erstapostels Simon Petrus. Es tritt daher erst dann (mit sich verstärkendem Profil) ins Licht der Geschichte, als es für die Kirche notwendig wurde.“
Die Papstdogmen des Ersten Vatikanischen Konzils müssen vor ihrem zeitgeschichtlichen Hintergrund gesehen werden: Ablehnung der Französischen Revolution und Abwehr des seitdem allgegenwärtigen Liberalismus sowie der zentrifugalen Kräfte (Konziliarismus, Episkopalismus, Gallikanismus). Darüber hinaus sieht Theodor Dieter bei den Konzilsvätern eine Übernahme des politischen Konzeptes der Souveränität in den Raum der Kirche: Nur wenn der Herrscher letztinstanzlich entscheidet, wird Streit beendet, und Friede kehrt ein.
Ursprünglich war ein umfassendes dogmatisches Dokument über die Kirche geplant. Diese ekklesiologische Einbettung der Papstdogmen wurde aber während des Ersten Vatikanischen Konzils nicht durchgeführt, so dass diese nun ein Torso sind. Zum Verständnis der Dogmatischen Konstitution Pastor Aeternus sind die Erläuterungen der Berichterstatter der Glaubenskongregation hinzuzuziehen: Federico Zinelli (für Kapitel 3) und Vinzenz Gasser (für Kapitel 4). Demnach ist die römisch-katholische Kirche bischöflich verfasst. Entweder nehmen die Bischöfe gemeinsam mit dem Bischof von Rom zu einer Frage Stellung oder der Bischof von Rom spricht im Namen aller Bischöfe und für sie.
- Jurisdiktionsprimat (Kapitel 3): „Wer also sagt, der römische Bischof habe nur das Amt einer Aufsicht oder Leitung (officium inspectionis vel directionis) und nicht die volle und oberste Gewalt der Rechtsbefugnis (potestatem iurisdictionis) über die ganze Kirche – und zwar nicht nur in Sachen des Glaubens und der Sitten, sondern auch in dem, was zur Ordnung und Regierung der über den ganzen Erdkreis verbreiteten Kirche gehört –; oder wer sagt, er habe nur einen größeren Anteil, nicht aber die ganze Fülle dieser höchsten Gewalt, oder diese seine Gewalt sei nicht ordentlich und unmittelbar, ebenso über die gesamten und die einzelnen Kirchen wie über die gesamten und einzelnen Hirten und Gläubigen, der sei ausgeschlossen.“
 Nach Beinert handelt es sich hierbei um ein kirchliches „Notstandsrecht“ für den Fall, dass ein Ortsbischof aufgrund politischer Zwänge oder aus persönlichen Gründen seiner Aufgabe nicht nachkommen kann. Um Schaden von der Ortskirche abzuwenden, kann der Bischof von Rom intervenieren, ohne einen Instanzenweg einhalten zu müssen, jedoch gebunden an Schrift, Tradition und Grundordnung der Kirche (er kann z. B. nicht die bischöfliche Verfassung der Kirche abschaffen).[13]
- Unfehlbarkeit des päpstlichen Lehramts (Kapitel 4): „Wenn der Römische Bischof ex cathedra spricht, das heißt, wenn er in Ausübung seines Amtes als Hirte und Lehrer kraft seiner höchsten Apostolischen Autorität entscheidet, dass eine Glaubens- und Sittenlehre von der gesamten Kirche festzuhalten ist, dann besitzt er mittels des ihm im seligen Petrus verheißenen göttlichen Beistands jene Unfehlbarkeit, mit der der göttliche Erlöser seine Kirche bei der Definition der Glaubens- und Sittenlehre ausgestattet sehen wollte; und daher sind solche Definitionen des Römischen Bischofs aus sich, nicht aber aufgrund der Zustimmung der Kirche unabänderlich (ex sese, non autem ex consensu Ecclesiae, irreformabiles esse).“
 Wie der Kommentar Gassers betont, komme dem Papst Unfehlbarkeit nur dann zu, wenn er bekundet, eine Frage „mit seiner höchsten Apostolischen Autorität“ zu entscheiden, und nicht schon dann, wenn er in einer Enzyklika „definitive“ oder „authentische“ Lehraussagen macht. Die Einschränkung auf „Glaubens- und Sittenlehre“ schließt einen Anspruch auf Unfehlbarkeit etwa im politischen Bereich oder in den Naturwissenschaften aus. Primär ist Unfehlbarkeit ein Charisma der ganzen Kirche („Unfehlbarkeit, mit der der göttliche Erlöser seine Kirche … ausgestattet sehen wollte“), das vom Papst für diese, und deshalb in den Grenzen von Schrift und Tradition, wahrgenommen werden kann. In Spannung hierzu steht allerdings der folgende Satz, wonach päpstliche Entscheidungen aus sich (ex sese) und ohne Zustimmung der Kirche unabänderlich seien. Gasser erläuterte, dass damit die gallikanische These abgewehrt werde, wonach päpstliche Lehrurteile nur mit nachfolgender Bestätigung (consensus subsequens) der Bischöfe gültig seien. Gasser betonte: „Wir scheiden nicht den unfehlbar definierenden Papst von der Mitwirkung und der Begleitung der Kirche.“ In der Wirkungsgeschichte dominierte aber die maximalistische Auslegung, etwa in der neuscholastischen Formel: „Was immer der Papst tut, kann er tun (Quod papa facit, potest facere)“.[14] Die Minderheit der Konzilsväter konnte nicht durchsetzen, dass sich der Papst vor einer ex-cathedra-Entscheidung mit den Bischöfen beraten müsse; immerhin gelangte eine historische Erinnerung in den Konzilstext, wonach die Päpste in der Vergangenheit „bald durch Einberufung von ökumenischen Konzilien oder Erkundung der Auffassung der auf dem Erdkreis verstreuten Kirche, bald durch Teilsynoden, bald unter Anwendung anderer Hilfsmittel“ Beratung gesucht hatten – was also auch künftig empfehlenswert, aber eben nicht verpflichtend sein sollte. Es war diese historische Reminiszenz, verbunden mit der Interpretation Gassers und den Erläuterungen Joseph Feßlers (Die wahre und die falsche Unfehlbarkeit der Päpste, 1871), die der Konzilsminderheit eine Brücke baute und das Dogma annehmbar machte.[15]

Nach Annahme des Unfehlbarkeitsdogmas blieb allerdings diffus, welche päpstlichen Äußerungen vor und nach 1870 als infallibel zu gelten haben. Konsens besteht nur hinsichtlich des Mariendogmas von 1950, das kein strittiges Thema der Tagespolitik, sondern eines der Frömmigkeit behandelt. Einige päpstliche Erklärungen vor 1870 wurden zunächst von Dogmatikern aber auch als infallibel angesehen; mit zunehmendem Abstand vom Konzil wurden es immer weniger. Ein bekannter Fall ist die Enzyklika Quanta cura (1864), welche das Ideal der Religionsfreiheit verurteilt und noch in der ersten Auflage des Lexikon für Theologie und Kirche 1937 als unfehlbar bezeichnet wurde. Andererseits hatte die Dogmatische Konstitution Dei Filius 1870 alle Äußerungen des ordentlichen Lehramts als glaubensverbindlich bezeichnet, und dadurch, so Peter Neuner, erhielten in der Folge alle päpstlichen Verlautbarungen die „Aura einer Quasi-Unfehlbarkeit.“
Das Zweite Vatikanische Konzil sollte unter anderem den 1870 nicht mehr durchgeführten ekklesiologischen Gesamtentwurf bieten. Die Kirchenkonstitution Lumen gentium enthält, so Beinert, allerdings Unstimmigkeiten („Gleichgewichtsstörungen“), die Lektüren ermöglichen, welche die Papstdogmen von 1870 noch steigern.
Art. 22 bezeichnet das Bischofskollegium unter seinem Haupt, dem Papst, als „Träger der höchsten und vollen Gewalt über die ganze Kirche.“ Der Papst sei „das immerwährende und sichtbare Prinzip und Fundament für die Einheit der Vielheit sowohl von Bischöfen als auch von Gläubigen“ (ebd., Art. 23). Nach Einschätzung Wassilowskys erreichte eine Minderheit der Konzilsväter, dass an diesem Konzept des päpstlich geleiteten Bischofskollegiums Korrekturen vorgenommen wurden, die die den päpstlichen Primat in Kontinuität mit den Papstdogmen des Ersten Vatikanischen Konzils stark betonten. Als Stellvertreter Christi könne der Papst seine Vollmacht „auch alleine“ ausüben, wobei das Konzil allerdings nicht festlegte, „ob solche ‚einsamen‘ Akte des Papstes gleichsam ‚überkollegial‘ sind oder ob der Papst nicht auch dann als Haupt (und damit im Sinne) des Bischofskollegiums handelt.“ Die Erläuternde Vorbemerkung (Nota praevia explicativa) Nr. 4 zu Lumen gentium rief unter der Mehrheit der Konzilsväter Unruhe hervor, während eine Minderheit laut Beifall zollte: „Der Papst als höchster Hirte der Kirche kann seine Vollmacht jederzeit nach Gutdünken ausüben, wie es von seinem Amt her gefordert wird (Summus Pontifex, utpote Pastor Supremus Ecclesiae, suam potestatem omni tempore ad placitum exercere potest, sicut ab ipso suo munere requiritur).“ Diese Aussage blieb allerdings, so Beinert, in dem vom Ersten Vatikanum gesteckten Rahmen. Lumen gentium 25,3 bekräftigte im Einklang mit den Papstdogmen von 1870, dass päpstliche ex-cathedra-Entscheidungen „keiner Bestätigung durch andere [bedürfen] und … keine Berufung an ein anderes Urteil [dulden]. In diesem Falle trägt nämlich der Bischof von Rom seine Entscheidung nicht als Privatperson vor, sondern legt die katholische Glaubenslehre aus und schützt sie in seiner Eigenschaft als oberster Lehrer der Gesamtkirche, in dem als einzelnem das Charisma der Unfehlbarkeit der Kirche selbst gegeben ist“ – und stellte darüber hinausgehend fest (ebd.): „Diesen Definitionen kann aber die Beistimmung der Kirche niemals fehlen (assensus Ecclesiae numquam deesse potest).“ Beinert zufolge ist dieses „Können“ keine prophetische Verheißung, wonach die Kirche künftig päpstlichen ex-cathedra-Entscheidungen stets zustimmen werde, sondern eine „voraussetzende Bedingung“; die Rezeption der Gesamtkirche ist demnach notwendig.
Siegfried Wiedenhofer weist darauf hin, dass die „Ortskirchlichkeit“ zu den wichtigsten Wiederentdeckungen des Zweiten Vatikanischen Konzils gehört. Damit ist die Diözese unter Leitung des Bischofs gemeint, die mit anderen Diözesen in Verbindung steht, so dass sich die Gesamtkirche als Netz von Querverbindungen realisiert. Das Prinzip der „Ortskirche“ verdrängt die bis dahin geläufige Vorstellung von der „Weltkirche“ mit dem Papst als „Weltbischof“, wo die Diözesen die Funktion von Verwaltungseinheiten haben. In den Ortskirchen geschieht jeweils die Inkulturation des Christentums, was zu Unterschieden zwischen den einzelnen Diözesen führen kann. Die örtlichen Pfarreien und auch Personalgemeinden sind dann pragmatische Untergliederungen der Diözese, in denen ein Pfarrer als Pastor proprius („der eigene Hirte“) der ihm anvertrauten Pfarrei den Bischof vertritt, weil der Bischof „weder immer noch überall in eigener Person der gesamten Herde vorstehen kann“ (Sacrosanctum concilium Nr. 42).
Gleichzeitig wurde das Bischofsamt aufgewertet. Der Ortsbischof vertritt in seinem Bistum nicht den Papst, sondern ihm kommt „eigene, ordentliche und unmittelbare Gewalt [potestas ... propria, ordinaria et immediata] zu, auch wenn ihr Vollzug letztlich von der höchsten kirchlichen Autorität geregelt wird und im Hinblick auf den Nutzen der Kirche oder der Gläubigen mit bestimmten Grenzen umschrieben werden kann“ (Lumen gentium Nr. 27); sein Amt ist somit göttlichen Rechts und nicht vom Papstamt ableitbar, unterliegt allerdings dem Jurisdiktionsprimat des Papstes. Die Bischöfe bilden ein Kollegium: „Wie nach der Verfügung des Herrn der heilige Petrus und die übrigen Apostel ein einziges apostolisches Kollegium bilden, so sind in entsprechender Weise der Bischof von Rom, der Nachfolger Petri, und die Bischöfe, die Nachfolger der Apostel, untereinander verbunden“, und zwar in besonderer Weise, wenn sie als Konzil zusammentreten. Der Papst ist das Haupt des Bischofskollegiums und „das immerwährende, sichtbare Prinzip und Fundament für die Einheit der Vielheit von Bischöfen und Gläubigen“. Das Bischofskollegium hat nur Autorität in Gemeinschaft mit dem Bischof von Rom; gemeinsam mit dem Papst sind die Bischöfe allerdings „gleichfalls Träger der höchsten und vollen Gewalt über die ganze Kirche“. Das Konzil versteht die Aussagen zur Kollegialität der Bischöfe ausdrücklich als Fortführung und Ergänzung der Aussagen des Ersten Vatikanischen Konzils über den Primat des Papstes.

## Titel

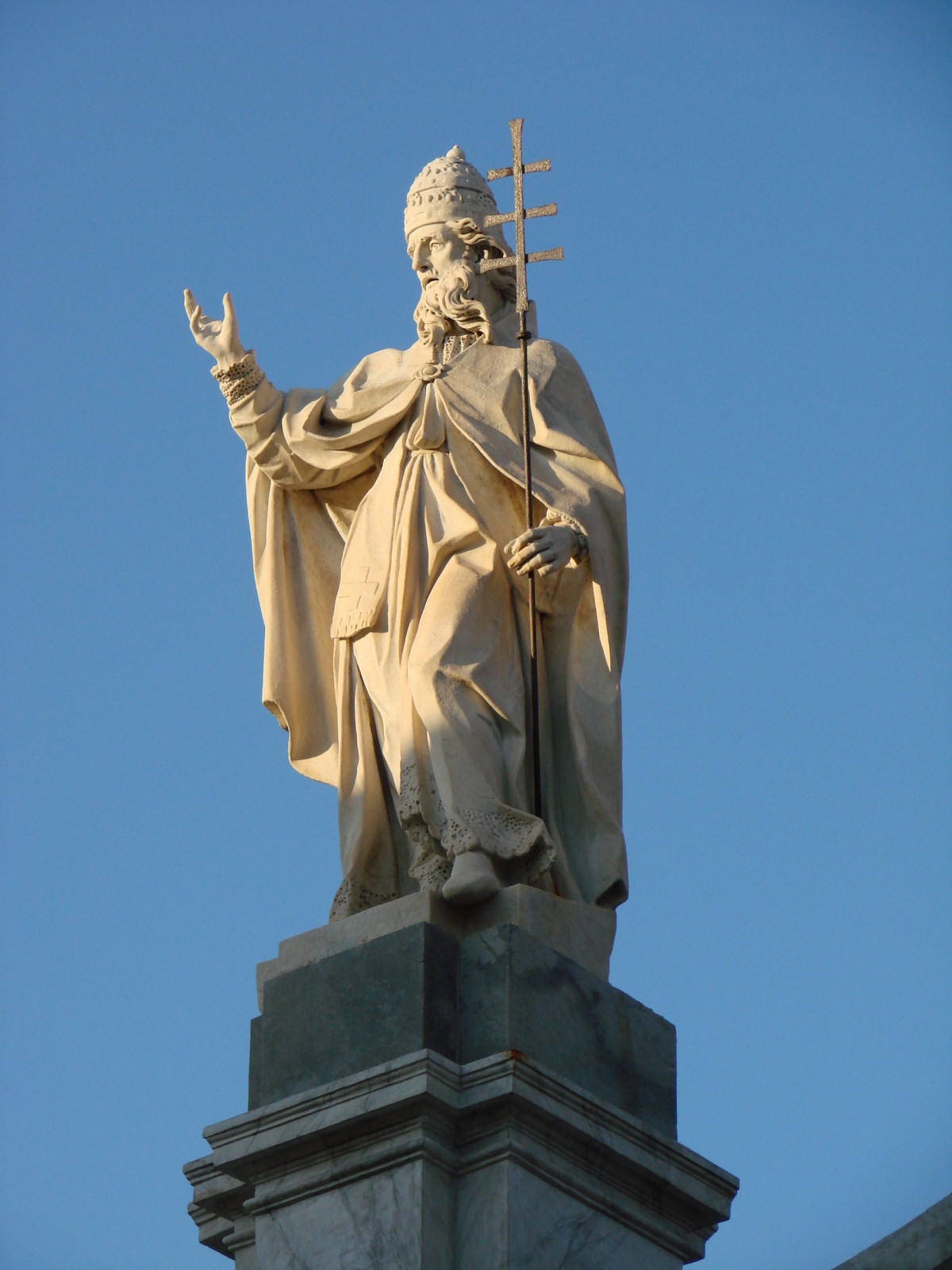
Darstellung des hl. Silvester (314–335 Bischof von Rom) mit Papstkreuz in Pisa von Giovanni Antonio Cybei

Die Titel des Papstes sind nach dem Annuario Pontificio, dem Jahrbuch des Heiligen Stuhls, die folgenden:
- Episcopus Romanus, „Bischof von Rom“
- Vicarius Iesu Christi, „Stellvertreter Jesu Christi“. Dieser schon im 5. Jahrhundert belegte Titel bezieht sich ursprünglich auch auf Bischöfe und Priester. Die dogmatische Konstitution Lumen gentium des Zweiten Vatikanischen Konzils bezieht diesen Titel sowohl auf den Papst mit Blick auf die Gesamtkirche (LG 18,2) als auch auf den einzelnen Bischof mit Blick auf die ihm anvertraute Teilkirche (LG 27,1). Der Codex Iuris Canonici verwendet den Titel ausschließlich für den Papst.
- Successor Principis Apostolorum, „Nachfolger des Apostelfürsten“ (Petrus). Dieser Titel bezieht sich auf die geistlichen Fundamente des Papstamtes, insofern Petrus sowohl der Erste im Apostelkollegium als auch erster Bischof von Rom war.
- Summus Pontifex Ecclesiae Universalis, „Oberster Brückenbauer der Weltkirche“. Dieser Titel bringt den Anspruch auf die höchste Autorität innerhalb der ganzen Kirche auf der Erde zum Ausdruck. Von da her leitet sich die Stellung des Papstes in der Liturgie, etwa der Konzelebration mit Patriarchen, ab.
- Primas Italiae, „Primas von Italien“. Dabei handelt es sich um einen reinen Ehrentitel. Die einem Primas zukommende Gewalt übt der Papst schon aufgrund des päpstlichen Primats aus.
- Archiepiscopus et Metropolitanus Provinciae Romanae, „Erzbischof und Metropolit der römischen Kirchenprovinz“. Wie alle Metropolitanbischöfe übt er bestimmte Aufsichts- und Kontrollrechte über seine Suffraganbischöfe aus.
- Princeps sui iuris Status Civitatis Vaticanae, „unabhängiger Fürst des Staates der Vatikanstadt“. Dies ist der völkerrechtlich-weltliche Titel des Papstes.
- Servus Servorum Dei, „Diener der Diener Gottes“. Diesen Titel hat sich zuerst Papst Gregor der Große gegeben, nachfolgende Päpste haben dies weitergeführt.
- Patriarch des Westens beziehungsweise der Titel Patriarch des Abendlandes (Patriarcha Occidentis) wurde von den Päpsten nach dem Konzil von Chalcedon im Jahr 451 angenommen und 1500 Jahre lang geführt. Das Patriarchat des Abendlandes war das einzige der fünf altkirchlichen Patriarchate, das im Weströmischen Reich lag. Aus ihm entwickelte sich die Lateinische Kirche.[29] Papst Benedikt XVI. ließ den Titel im Annuario Pontificio des Jahres 2006 aus der offiziellen Papsttitulatur entfernen.[30][31][32] Im Annuario Pontificio des Jahres 2024 wird der Titel wieder aufgenommen. Damit stellt sich Papst Franziskus im ökumenischen Dialog wieder auf die Ebene mit dem Patriarchen von Konstantinopel und weiteren Patriarchen.[33]

Unabhängig vom Titel eines Patriarchen wird der Papst von einigen Kanonisten als Patriarch der Westkirche betrachtet, aus dem sich seine Befugnisse und die Jurisdiktionsgewalt in der Lateinischen Kirche ergeben.
Zusätzlich zu dieser offiziellen Titulatur wird der Papst auch als Pontifex Maximus (in Inschriften oft als P. M. oder Pont. Max. abgekürzt) oder auch als Episcopus Ecclesiae Catholicae („Bischof der katholischen Kirche“) bezeichnet.
Dokumente werden vom Papst gewöhnlich mit seinem Papstnamen unterzeichnet, wobei dem eigentlichen (in der Regel latinisierten) Namen direkt die Abkürzung PP. (für „papa“ oder „pastor pastorum“, Hirte der Hirten) folgt mit gegebenenfalls angehängter Ordnungszahl: Ioannes Paulus PP. II oder Benedictus PP. XVI oder Franciscus PP.
Als Anrede des Papstes benutzen Katholiken meist Heiliger Vater. Dem diplomatischen Protokoll entspricht die Bezeichnung oder Anrede des Papstes als Eure Heiligkeit oder als Heiliger Vater.

## Kirchenrechtliche Stellung
Dem Papst kommt im Recht der katholischen Kirche die zentrale Rolle zu. Die umfassenden Kompetenzen sind in den canones 331 bis 335 des kirchlichen Gesetzbuches (CIC) bzw. in den gleichlautenden Normen des Gesetzbuches für die mit Rom unierten katholischen Ostkirchen (CCEO) normiert.
Die Bischöfe von Rom verstehen sich seit ältester Zeit als Nachfolger des Apostels Petrus und Inhaber des Petrusdienstes gemäß Matthäus 16,18:

„Du bist Petrus und auf diesen Felsen werde ich meine Kirche bauen und die Mächte der Unterwelt werden sie nicht überwältigen. Ich werde dir die Schlüssel des Himmelreichs geben; was du auf Erden binden wirst, das wird auch im Himmel gebunden sein, und was du auf Erden lösen wirst, das wird auch im Himmel gelöst sein.“

Gemäß (331  CIC) lebt im Papst als Bischof von Rom das von Jesus Christus an Simon Petrus übertragene Amt fort. Der Papst hat nicht nur einen Ehrenvorrang vor den übrigen Bischöfen, er ist vielmehr Haupt des Bischofskollegiums und als solcher mit wirklichen Kompetenzen über die Gesamtkirche ausgestattet. Ein Ehrenvorrang der römischen Bischöfe „in der Liebe“ wird prinzipiell von vielen Kirchen und Konfessionen anerkannt und im Can. 6 des Konzils von Nicaea als Gewohnheit bezeichnet. Seine dogmatische und rechtliche Tragweite ist jedoch von Anfang an Gegenstand innerchristlicher Kontroversen. Die Lehre, dass die Bischöfe von Rom als Nachfolger des Petrus exklusive Vorrechte, nämlich den Jurisdiktionsprimat und bei Lehraussagen (ex cathedra) Unfehlbarkeit genießen, wird nur von Gliedern der katholischen Kirchen, die den Papst als Oberhaupt anerkennen, geglaubt.

### Primatialgewalt
Der Primatsanspruch des Papstes wird dogmatisch aus dem Petruswort in Matthäus 16 hergeleitet. Als Nachfolger des Apostels Petrus, irdischer Stellvertreter Jesu Christi und Hirte der Universalkirche verfügt der Papst in der römisch-katholischen Kirche „über höchste, volle, unmittelbare und universale ordentliche Gewalt, die er immer frei ausüben kann“ (331  CIC). Näher bestimmt wird diese Gewalt als:

#### Höchstgewalt
Der Papst ist Träger der Höchstgewalt (potestas suprema), das heißt, dass es in der Kirche keine Gewalt gibt, die ihm rechtlich übergeordnet ist. In diesem Zusammenhang stellt sich die Frage, wie mit ungeeigneten, beispielsweise häretischen Päpsten umgegangen werden soll. Mittelalterliche Kirchenrechtler wie Huguccio waren der Überzeugung, ein Papst gehe automatisch (ipso facto) des Amtes verlustig, wenn er offenkundig a fide devius („vom Glauben abgekommen“) sei. Gegebenenfalls stellt ein Konzil oder auch nur das Kardinalskonsistorium den Glaubensabfall fest. Diese Konzeption ist nicht vereinbar mit der neuzeitlichen Entwicklung der Lehre von Papst und Kirche, vor allem seit den Dogmen des Ersten Vatikanischen Konzils. Einen häretischen Papst kann es gemäß diesem Konzil nicht mehr geben, weil seine Lehrsätze irreformabel sind, wenn sie feierlich – also nach katholischer Überzeugung als im Glauben verpflichtend – geäußert werden: Der Papst müsste von Amts wegen feierlich einen irrigen Satz lehren, was er wegen des bewahrenden Beistands des Heiligen Geistes aber nicht kann. Eine kirchenrechtliche Regelung ist daher für solche Fälle in der katholischen Kirche nicht vorgesehen, weil sie nicht vorkommen können.

#### Vollgewalt
Der Begriff der Vollgewalt (potestas plena) bezeichnet eine Gewaltenfülle in materieller und formeller Hinsicht (→ plenitudo potestatis). Materiell bedeutet sie, dass sich die Primatialgewalt des Papstes nicht auf bestimmte Sachgebiete beschränkt, sondern sich auf alle Angelegenheiten der Kirche erstreckt, also auf die klassischen Bereiche des Lehrens, Heiligens und Leitens. In formaler Hinsicht bedeutet Vollgewalt, dass die Amtsgewalt des Papstes Exekutive, Legislative und Judikative umfasst. So ist der Papst oberster Gesetzgeber der Kirche und nur an das göttliche Recht (ius divinum), welches als solches unveränderlich ist, gebunden. Bezüglich rein kirchlichen Rechts (ius mere ecclesiasticum) kann er jederzeit neue Kanones erlassen, alte streichen oder von ihnen befreien (dispensieren).
Der Papst ist oberster Richter der Kirche und selbst keinem kirchlichen Gericht unterworfen (prima sedes a nemine iudicatur). Urteile des Papstes sind demgemäß stets letztinstanzlich und unanfechtbar. Mit Ausnahme bestimmter Fälle (1405, § 1  CIC) ist die Rechtsprechung an entsprechende Gerichte der Kurie delegiert. Als oberster Verwalter der Kirche ist der Papst mit der Aufsicht über das ganze kirchliche Leben betraut. Dabei bedient er sich vor allem seiner Kurie, der Nuntien und besonderer Visitatoren. Zudem besteht für jede Bischofskonferenz die Pflicht, alle fünf Jahre in Rom über das kirchliche Leben auf dem Gebiet der Konferenz Bericht zu erstatten (Ad-limina-Besuch).

#### Unmittelbare Gewalt
Die Primatialgewalt ist unmittelbar (potestas immediata). Das bedeutet, dass sich der Papst ohne Einschaltung eines Zwischenorgans jeder Sache annehmen kann. Er kann so unter Ausschluss aller (originär zuständigen) Instanzen eine Sache an sich ziehen und sich eine bestimmte Entscheidung vorbehalten (affectio papalis). Umgekehrt kann sich jeder Gläubige direkt an den Papst wenden, ohne einen bestimmten Instanzenweg einhalten zu müssen (1417  CIC). Die affectio papalis wird freilich nur subsidiär angewandt, damit die Kirchenverfassung nicht ausgehöhlt wird. Die Unmittelbarkeit der päpstlichen Gewalt ist durch die auf göttlichem Recht beruhende Eigenständigkeit des Bischofsamts begrenzt. Die Amtsgewalt des Papstes tritt damit in der Regel nicht in Konkurrenz zur Amtsgewalt der Bischöfe.

#### Universalgewalt
Universalgewalt (potestas universalis) bedeutet, dass sich die Primatialgewalt auf die ganze Kirche, also auf alle Teilkirchen (z. B. Bistümer) und kirchlichen Teilgemeinschaften bezieht. Der Papst ist also „Universalbischof der katholischen Kirche“, wobei zu berücksichtigen ist, wie die Unmittelbarkeit der päpstlichen Gewalt verstanden wird.

#### Bischöfliche Gewalt
Die Bezeichnung der Primatialgewalt als wirkliche bischöfliche Gewalt (potestas vere episcopalis) geht vor allem auf Bestrebungen zurück, die Primatialgewalt deutlich von der weltlichen Gewalt für das äußere Kirchenregiment zu unterscheiden und sie so gleichzeitig dem weltlichen Einfluss zu entziehen. Die Primatialgewalt ist also eine geistliche Gewalt, was heute nicht mehr in Frage steht.

#### Frei ausübbare Gewalt
Dass der Papst von seiner Primatialgewalt frei Gebrauch machen kann, bedeutet, dass er hierbei von keiner kirchlichen Instanz gehindert werden kann.

### Bischof von Rom

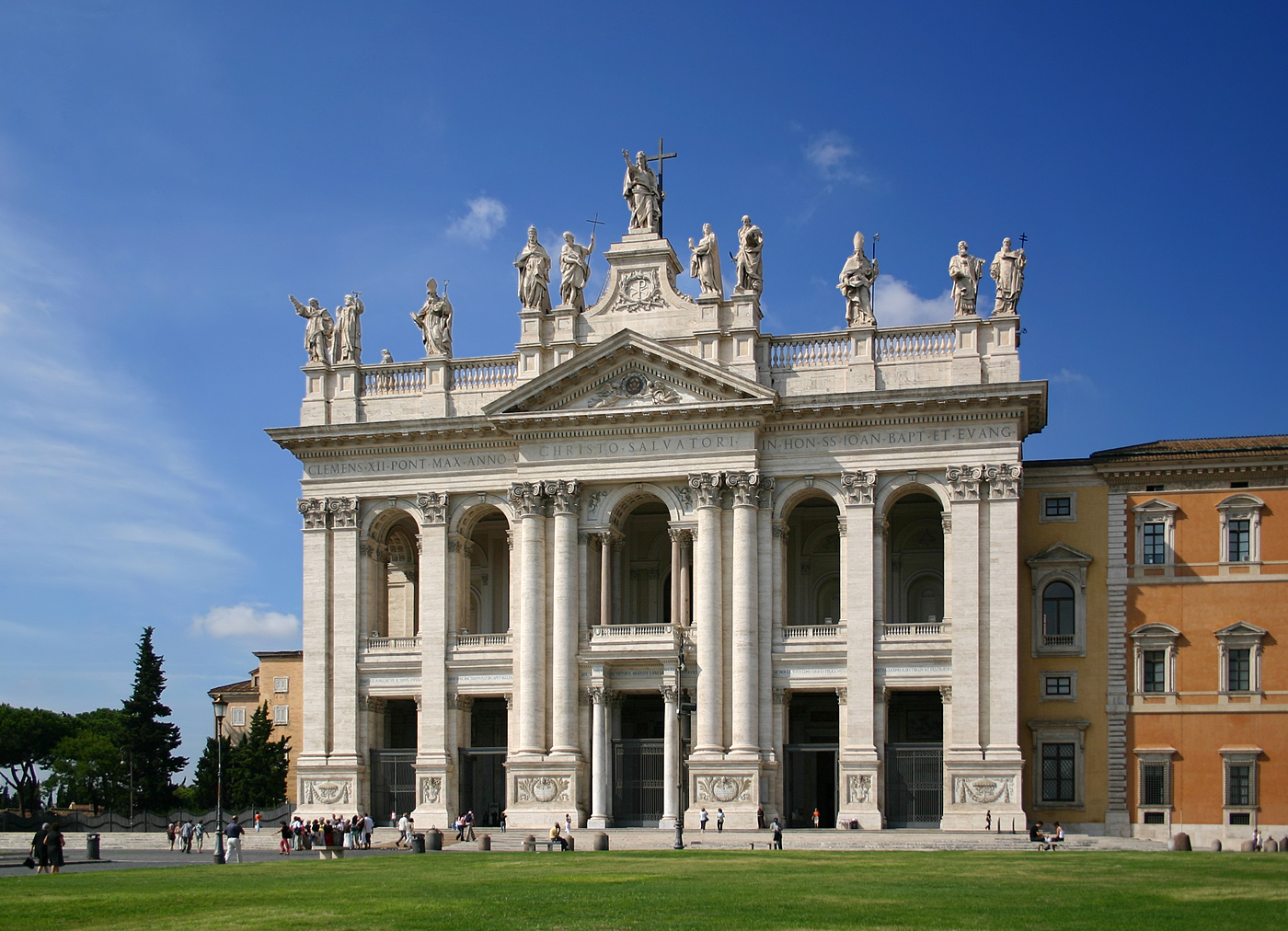
Die Lateranbasilika, Kathedrale des Bischofs von Rom

Als Bischof von Rom ist der Papst Leiter der römischen Ortskirche. Die Führung der Amtsgeschäfte ist weitgehend an den Kardinalvikar für das Bistum Rom delegiert. Dogmatisch und kirchenrechtlich ungeklärt ist die Frage, ob die Personalunion des römischen Bischofsamtes und des Petrusdienstes göttlichen Ursprunges bzw. Rechtes und damit unaufhebbar ist oder nicht.
Eine notwendige Residenzpflicht des Bischofs von Rom in der Stadt Rom scheint selbstverständlicher als sie tatsächlich war: Während des Abendländischen Schismas haben mehrere Bischöfe von Rom ihre Bischofsstadt und ihre Bischofskirche in ihrer Amtszeit nie gesehen.
Die christliche Gemeinde der Stadt Rom führt in ihrer Bischofsliste an erster Stelle den Apostel Petrus. Überliefert und in den ersten Jahrhunderten unbestritten ist dessen Martyrium und Grab in Rom am vatikanischen Hügel.
Kathedrale des Bistums Rom ist die Lateranbasilika. Dort befindet sich der Sitz des päpstlichen Kardinalvikars und seiner Behörde. Sie ist die ranghöchste der römischen Patriarchalbasiliken.

## Wahl
Zum Papst kann grundsätzlich jeder männliche Katholik gewählt werden. Dabei erhält der Gewählte gemäß Kirchenrecht, wenn er zu diesem Zeitpunkt schon Bischof ist, unmittelbar die volle und höchste Gewalt in der Kirche durch die Annahme der rechtmäßig erfolgten Wahl (332, § 1  CIC). Wenn der Gewählte noch nicht Bischof ist, ist er sofort zum Bischof zu weihen.
Der Papst wird im Konklave, einer Versammlung aller Kardinäle, die bei Eintritt der Sedisvakanz jünger als 80 Jahre sind, auf Lebenszeit gewählt. Diese Altersbeschränkung gibt es erst seit Paul VI. Das Konklave wird heute in der Sixtinischen Kapelle am Petersdom abgehalten. Der letzte Papst, der zum Zeitpunkt seiner Wahl kein Kardinal war und der Wahlversammlung darum selbst nicht angehörte, war Urban VI. im Jahre 1378.
Die 1996 mit der Konstitution Universi Dominici Gregis eingeführte Änderung der Wahlordnung, wonach nach dem 30. bzw. 33. erfolglosen Wahlgang – abhängig vom Zeitpunkt des ersten Wahlgangs – abweichend von der normalerweise geforderten Zweidrittelmehrheit zuzüglich einer Stimme auch eine absolute Mehrheit ausreicht, wurde 2007 von Papst Benedikt XVI. mit dem Motu proprio De aliquibus mutationibus in normis wieder rückgängig gemacht, allerdings werden nach dem 30. bzw. 33. Wahlgang nur noch Stichwahlen durchgeführt.
Die Zeit, in der für einen verstorbenen oder zurückgetretenen Amtsinhaber noch kein Nachfolger bestimmt oder der Heilige Stuhl aus anderen Gründen vakant (unbesetzt) ist, wird als Sedisvakanz bezeichnet. Während dieser Zeit wird die Leitung der Kirche durch das Kardinalskollegium wahrgenommen. Dieses besitzt nach den Normen der apostolischen Konstitution Universi Dominici Gregis jedoch nur sehr eingeschränkte Kompetenzen. Es darf allein über ordentliche Angelegenheiten und solche, die keinen Aufschub dulden, entscheiden. Fragen, die der Jurisdiktion des Papstes zugewiesen sind, darf das Kollegium nicht an sich ziehen. Auch päpstliche Gesetze und die Rechte des Apostolischen Stuhls und der Römischen Kirche darf es nicht antasten. Die Hauptaufgabe liegt bei der Vorbereitung der Papstwahl.

## Aufgaben und Funktionen

### Leitung der Kirche
Aufgabe des Papstes ist die Leitung der Gesamtkirche. Hierzu bedient er sich seiner amtlichen Gewalten, insbesondere der Primatialgewalt.
Der Papst stellt so die Einheit der in Teilkirchen (Bistümer, Kirchen eigenen Rechts) aufgeteilten Kirche sicher. Fragen und Sachen, die die Kirche als Ganzes betreffen, sind seiner Amtsgewalt reserviert. Allein der Papst darf Bistümer errichten, neu umschreiben oder aufheben, die Erlaubnis zur Bischofsweihe erteilen, religiöse Institute aufheben und über Selig- und Heiligsprechungen abschließend befinden. Zudem sind dem Papst gewisse Prozesse, etwa Ehenichtigkeitsverfahren von Staatsoberhäuptern oder Prozesse gegen Kardinäle reserviert. Im Hinblick auf die unierten Ostkirchen sind bei alldem die Rechte der Patriarchen und Metropoliten zu beachten, die im CCEO geregelt sind.
Zur Leitung der Gesamtkirche bedient sich der Papst eines umfangreichen Verwaltungsapparats, der Römischen Kurie. Die Kompetenzen und Zuständigkeiten der Kurienbehörden ist in der Apostolischen Konstitution Pastor Bonus geregelt.

### Souverän des Staates der Vatikanstadt
Der Papst ist Souverän des Staates der Vatikanstadt. Der durch die Lateranverträge gegründete Staat ist eine absolute Wahlmonarchie; der Papst ist Träger der gesetzgeberischen, rechtsprechenden und ausführenden Gewalt: Princeps sui iuris Status Civitatis Vaticanae, „unabhängiger Fürst des Staates der Vatikanstadt“. Die Verwaltung des Staates ist an eine Kurienbehörde, die Päpstliche Kommission für den Staat der Vatikanstadt, delegiert.

## Behinderung und Erledigung des päpstlichen Stuhls
Behinderung bedeutet, dass der Papst aus irgendeinem Grund dauerhaft an der Amtsausübung gehindert ist (Gefangenschaft, Exil, Geisteskrankheit). Erledigung des päpstlichen Stuhls tritt mit Amtsverzicht (can. 332 § 2 CIC) oder Tod des Papstes ein. Im Fall der Behinderung oder der Erledigung darf hinsichtlich der Leitung der Gesamtkirche nichts verändert werden.
Die Möglichkeit des Amtsverzichts
Ein Papst kann jederzeit auf das Amt verzichten. Nach Kanonischem Recht (332, § 2  CIC) „[…] ist zur Gültigkeit verlangt, daß der Verzicht frei geschieht und hinreichend kundgemacht […] wird.“ Der Amtsverzicht bedarf nicht der Annahme irgendeiner kirchlichen Stelle und kann daher nicht verhindert oder aufgeschoben werden. Dass Päpste auf das Amt verzichteten, kam in der Kirchengeschichte sehr selten vor und fand meist unter äußerem Druck statt: Papst Pontianus legte 235 sein Amt nieder, nachdem er nach Sardinien verbannt worden war. 537 verzichtete der auf der Insel Ponza gefangengehaltene Papst Silverius auf das Papstamt. 1415 wurde Gregor XII. beim Konzil von Konstanz zum Amtsverzicht gedrängt. Coelestin V. (1294) und Benedikt XVI. (2013) verzichteten freiwillig auf ihr Amt.

## Besonderheiten

### Insignien

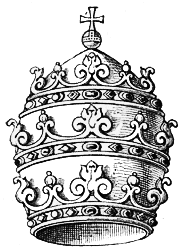
Krone der Päpste (Tiara); für Priester-, Hirten- und Lehrgewalt mit dem Reichsapfel als Symbol für die weltliche Macht, wurde nach Paul VI. bislang nicht mehr getragen

Die päpstlichen Insignien bestehen aus
- der Cathedra Petri, dem Papstthron
- der Tiara, der dreifachen Papstkrone. Paul VI. war der letzte Papst, der mit der Tiara gekrönt wurde. 1964 legte er die Tiara ab. Seine Nachfolger verzichteten fortan auf eine Krönungszeremonie, führten die Tiara aber weiterhin in ihrem persönlichen Wappen. Benedikt XVI. ersetzte die Tiara in seinem persönlichen Wappen durch eine einfache Bischofsmitra mit drei goldenen, in der Mitte verbundenen Ringen.
- der Ferula, dem päpstlichen Hirtenstab
- dem Fischerring (anulus piscatoris)
- einer besonderen Form des Palliums sowie
- bestimmten liturgischen Gewändern, wie dem Mantum oder dem Fanon

### Kleidung

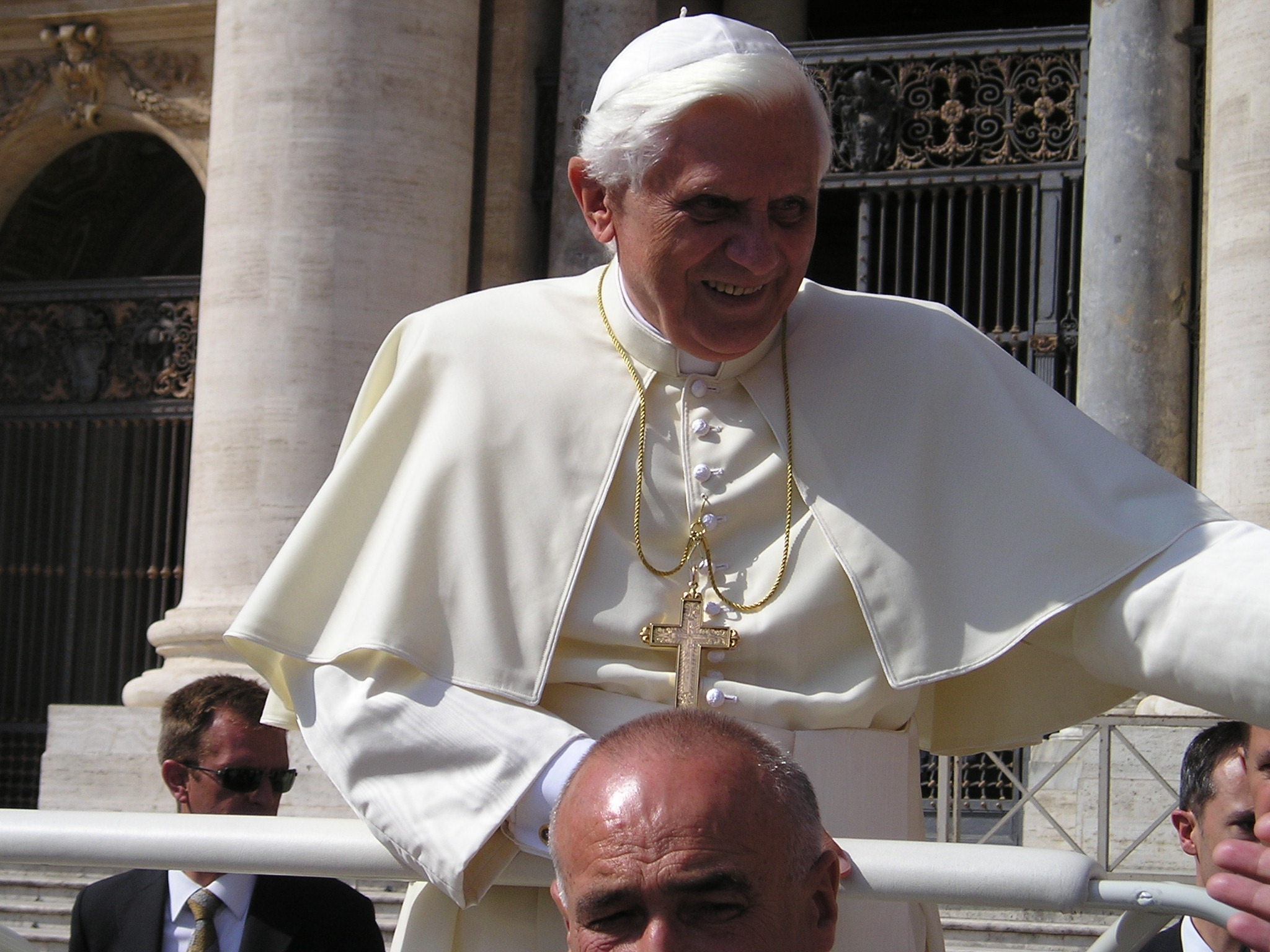
Benedikt XVI. in Soutane, mit Zingulum, Pileolus und Pektorale

Als Alltagsbekleidung trägt der Papst gewöhnlich eine weiße Soutane (diesen Brauch führte Pius V. ein) mit der Pellegrina, dem vorne offenen Schulterkragen, dazu ein weißes Zingulum (Gürtel) und einen weißen Pileolus (Scheitelkäppchen); Paul VI. trug darunter „barocke“ Kniebundhosen. Auf seiner Brust trägt der Papst wie jeder katholische Bischof das Pektorale, ein Brustkreuz an einer Halskette. Am Ringfinger trägt er den Fischerring, der bei offiziellen Begrüßungen von den Gläubigen, denen er die Hand reicht, geküsst wird.
Für kältere Tage steht dem Papst ein weißer Mantel mit doppelreihigem Knopfbesatz und für festliche Anlässe ein weiter roter Umhang, der sogenannte Mantello, zur Verfügung. Als weitere traditionelle Kopfbedeckung kann der Papst in der kalten Jahreszeit einen mit Hermelinfell gefütterten Camauro tragen (so Johannes XXIII. und Benedikt XVI.). Die Schuhe sind traditionell weiß oder rot, in früheren Jahrhunderten waren es oft goldbestickte Samtpantoffeln, die von den Gläubigen bei Audienzen geküsst wurden. Die roten Schuhe gehen auf die römischen Kaiser zurück, auch die Konsuln trugen sie als Zeichen ihrer Amtsgewalt. Den Kaisern war traditionell die Farbe Purpur vorbehalten. Die Zuschreibung als Symbol für das Martyrium des Petrus ist eine unzutreffende Apologetik. Johannes Paul II. trug meist dunkelbraun-rötliche Loafer, Benedikt XVI. bevorzugte hellbraun-rötliche (und trug gerne traditionelle Papstgewänder in zahlreichen und prächtigen Varianten), Papst Franziskus blieb bei seinen schwarzen Gesundheitsschuhen und trug, abgesehen von Messgewändern, meist nur eine weiße Soutane.
Bei der Liturgie trägt der Papst ein Messgewand, fakultativ darunter die Dalmatik, Mitra und über dem Messgewand das Pallium. Bei nichteucharistischen Liturgien, etwa zum Stundengebet, trägt er das Pluviale und Albe, und bei besonderen Anlässen wie beispielsweise beim Empfang von Staatsbesuchen kann er über seiner Soutane ein weißes Rochett (Chorhemd) und eine rote Mozetta (Schulterüberwurf) aus Seide oder Samt anlegen. Johannes Paul II. trägt unten (auf dem Foto von 1984) eine rotseidene Sommermozetta ohne Rochett, aber mit einer goldbestickten Stola. In gleicher Aufmachung, meist aber mit Chorhemd, erscheint ein neugewählter Papst auf der Benediktionsloggia des Petersdoms, um die Gläubigen zu begrüßen und den apostolischen Segen Urbi et Orbi zu erteilen. Die Winterversion der Mozetta ist aus rotem Samt und hat einen Hermelinsaum. Während der Osterzeit trug Benedikt XVI. die bis zu Paul VI. übliche weiße Mozetta aus Damast, die ebenfalls mit einem weißen Fellsaum versehen ist. Zu hohen Festtagen kann der Papst den Fanon tragen, ein ihm vorbehaltenes kreisrundes Schultergewand, das den „Schild des Glaubens“ (vgl. Eph 6,16 ), der die Kirche schützt, symbolisiert.

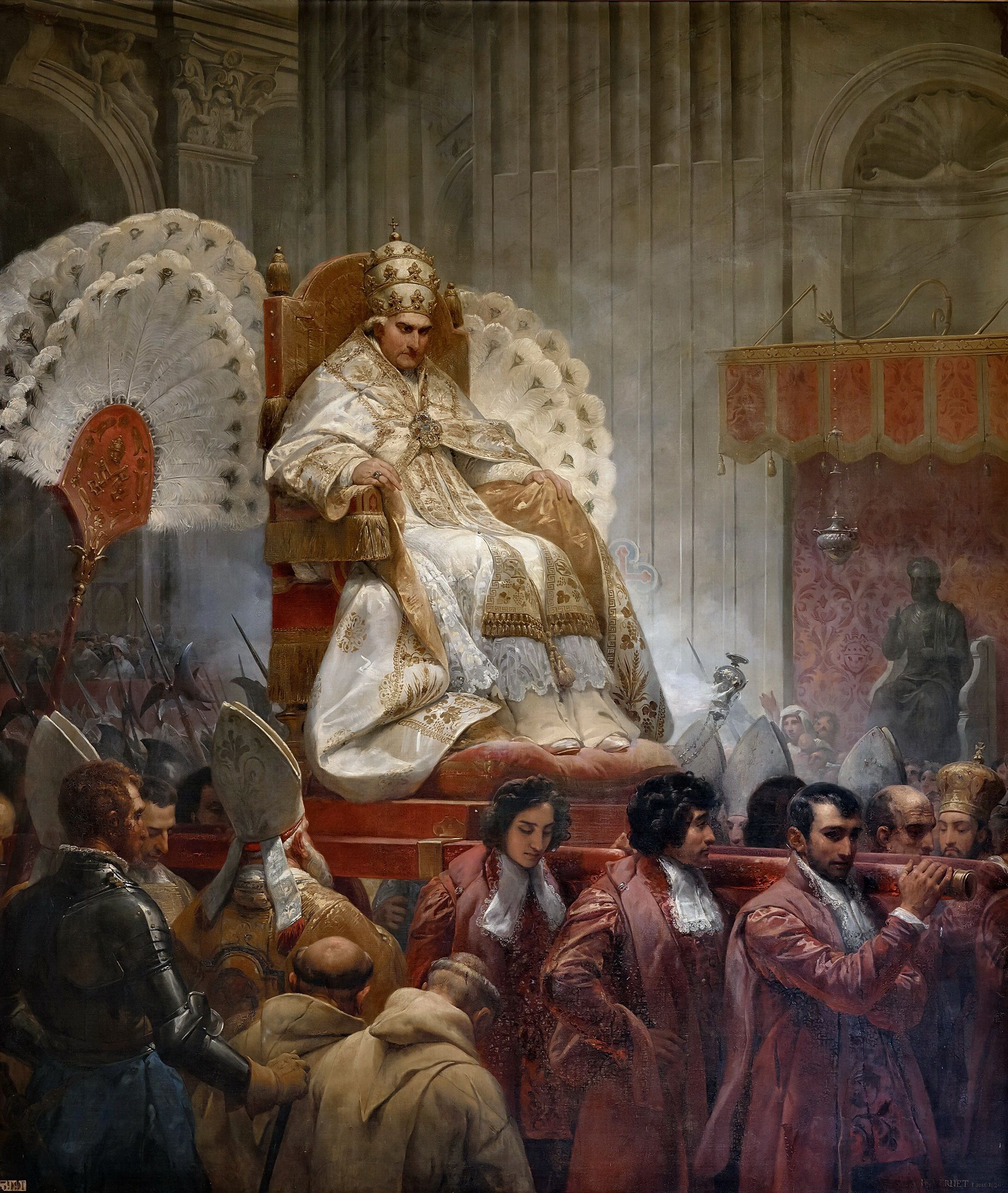
Pius VIII. mit Tiara auf der Sedia gestatoria, zur Seite die Flabelli (1829)

Im Laufe der Kirchengeschichte waren verschiedene Bekleidungsvarianten üblich. Für die festlichsten Anlässe, etwa Audienzen von Monarchen oder den Empfang der römisch-deutschen Könige und Kaiser vor ihren Krönungen, thronten die Päpste im Pluviale, mit der Tiara auf dem Kopf, weißen Pontifikalhandschuhen und roten oder weißen Pontifikalschuhen. Sie bewegten sich meist zu Pferd, bis der gichtkranke Pius II. 1459 die Sedia gestatoria als zeremonielles Fortbewegungsmittel einführte. Der Thronsessel auf einem Tragegestell wurde von zwölf Sediari pontifici getragen, zu Seiten des in schwere Zeremonialgewänder gehüllten Papstes wedelten ihm die Flabelli genannten Fächer frische Luft zu, der Aufzug wurde eskortiert von einer großen Anzahl von päpstlichen Kammerherren, Gentiluomini di Sua Santità sowie seit dem 19. Jahrhundert von Offizieren der Nobelgarde und der Palatingarde, während die Päpstliche Schweizergarde Spalier stand. 
Die Pontifikalien sind Zeugnisse uralter und aus verschiedenen Kulturkreisen stammender Überlieferungen. Die drei Reife der Tiara sollen die Hauptaufgaben des Papstamtes symbolisieren: Heiligen, Lenken und Lehren bzw. das Weiheamt, die Jurisdiktion und das Lehramt. Sie ist jedoch eine außer-liturgische Kopfbedeckung des Papstes, der sie niemals in der Kirche trägt. Sie geht auf die persischen Großkönige zurück und kam mit dem byzantinischen Hofzeremoniell an die Bischöfe von Rom im Weströmischen Reich. Etliche der Gewänder gehen auf Bekleidungsstücke hoher Beamter des Römischen Reiches zurück, neben den roten Schuhen etwa das Pallium. Die Soutane leitet sich von der alltäglichen Tunika her, ebenso die Tunicella, ein liturgisches Untergewand, die Dalmatik wurde im antiken Rom seit dem 2. Jahrhundert von der vornehmen Gesellschaft als festliches, aber profanes Obergewand getragen. Die Mitra war ursprünglich ein Kennzeichen persischer Fürsten, der Krummstab eine altägyptische Insigne der Pharaonen. Amuletts als Vorläufer der Pektoralien wurden schon im Neolithikum und im alten Ägypten zu magischen Zwecken getragen. Der Pileolus geht hingegen auf die einfache Kappe von Seeleuten, Handarbeitern und freigelassenen Sklaven zurück, den antiken Pileus. 
Auf Wandgemälden oder in Buchmalereien des Mittelalters sieht man die Päpste meist in liturgischer Bekleidung mit Mitra und Pallium, bisweilen auch mit Tiara; damit unterstrichen sie ihre geistliche Herrschaft. Erst die Päpste der Renaissancezeit sind oft in ihrer Audienzbekleidung dargestellt, einer weißen Soutane mit Rochett und roter Mozetta sowie dem Camauro, wie etwa auf dem Caravaggio-Porträt von Paul V. zu sehen ist. Damit unterstrichen sie ihre weltliche Macht, da sie bei den Audienzen auch Recht sprachen und Gesandtschaften empfingen. Doch auch seltenere, nicht-offizielle Kleidungsvarianten sind überliefert, etwa Clemens XIV. in weißer Reiterkleidung oder Johannes Paul II. im weißen Anorak über der Soutane, im Urlaub auch mal im hellgrauen Anzug mit Kollar, beim Bergsteigen in Kniebundhosen oder beim Wintersport im Skianzug.

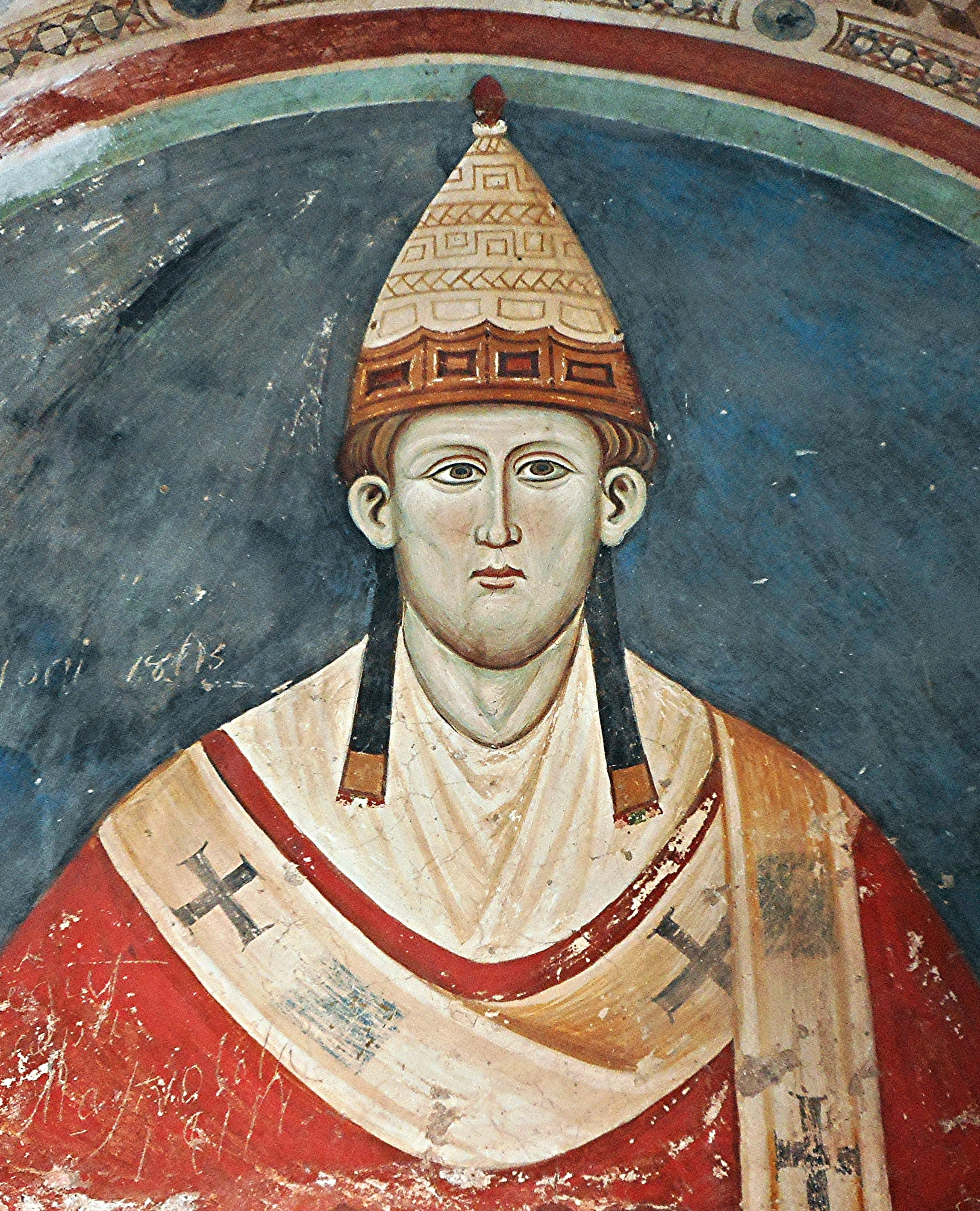
Innozenz III., um 1219
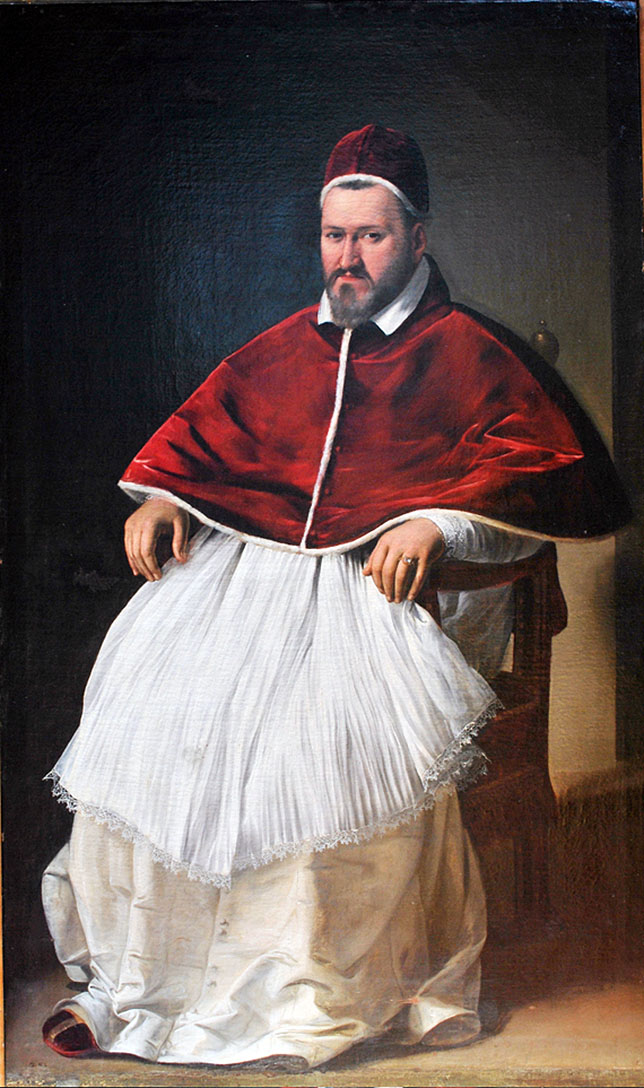
Paul V. auf einem Gemälde von Caravaggio, ca. 1606
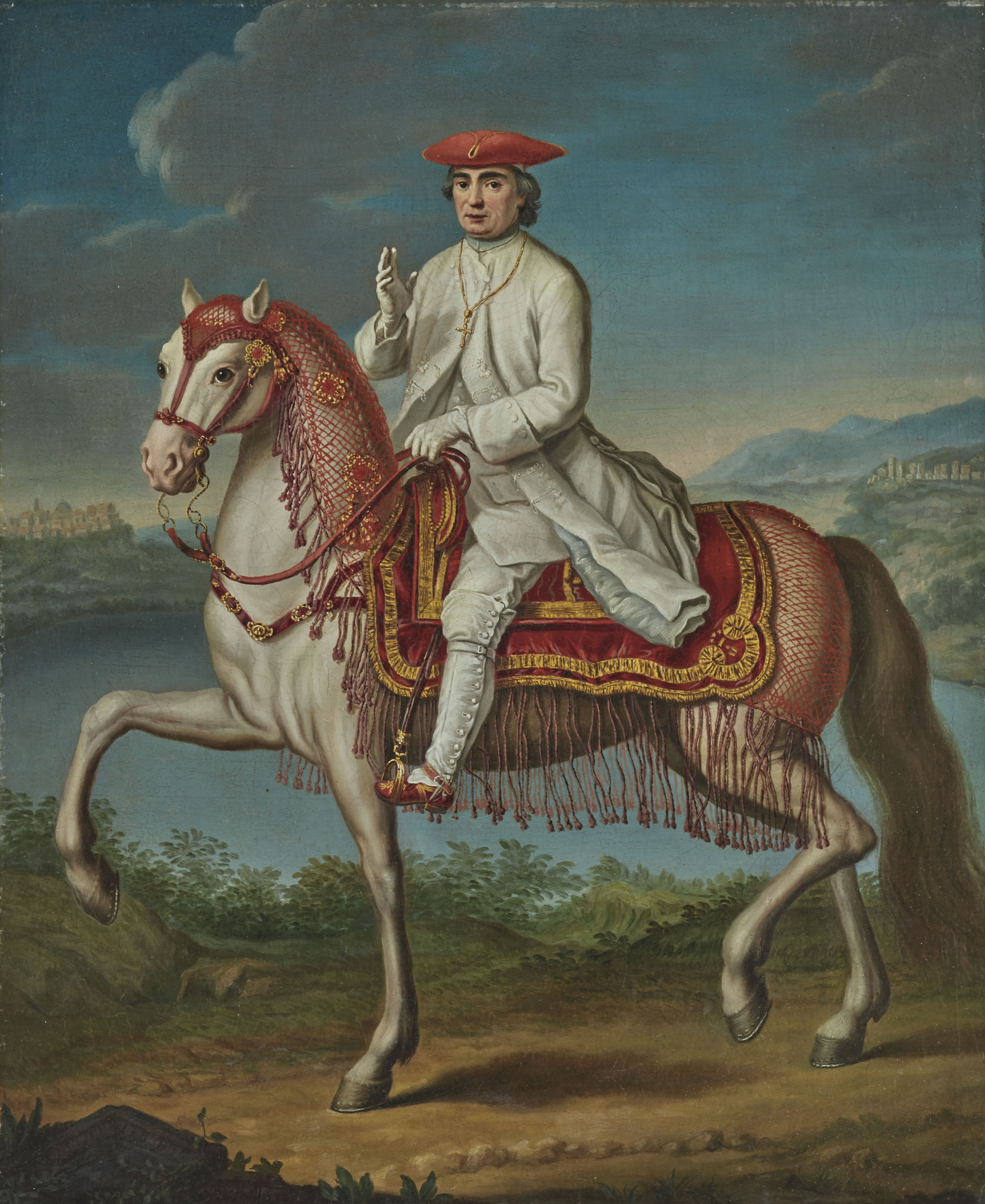
Clemens XIV. zu Pferde vor Castel Gandolfo, ca. 1772
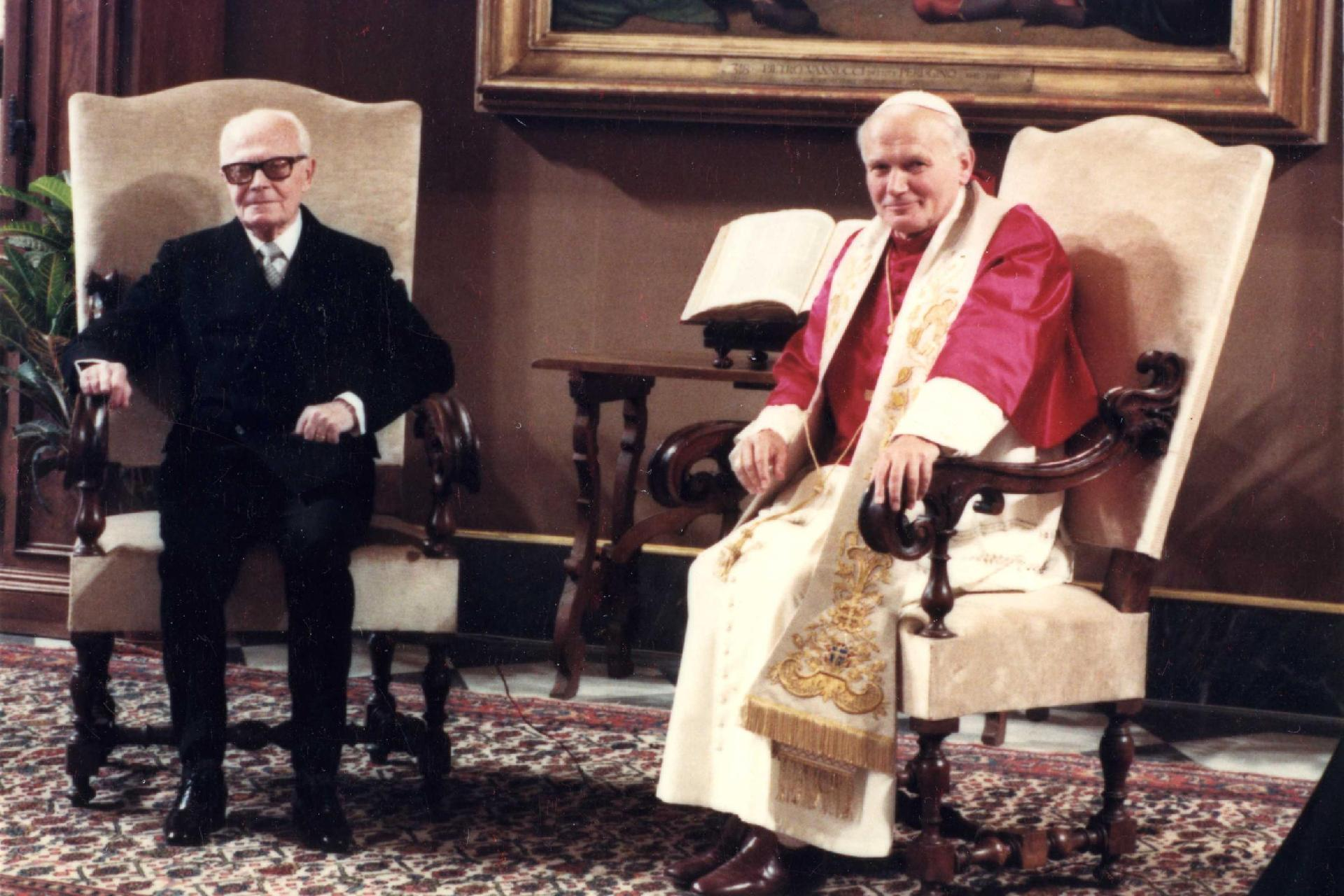
Johannes Paul II. empfängt den italienischen Staatspräsidenten Pertini, 1984

### Namensgebung
Nach der erfolgten Wahl wird der neue Papst gefragt, welchen Namen er annimmt. Die Namenswahl unterliegt der freien Entscheidung des Papstes. Aus der Wahl des Namens versuchen Beobachter politische Ziele des neuen Papstes abzuleiten, indem die charakteristischen Eigenschaften von früheren Päpsten und Heiligen dieses Namens untersucht werden. Der Name Pius war vom Ende des 18. bis zur Mitte des 20. Jahrhunderts der mit Abstand am häufigsten gewählte Name. Seit dem Tod von Pius XII. (1958) wurde er nicht mehr gewählt.
Päpste können Namen annehmen, die die latinisierte Form ihres bürgerlichen Namens darstellen (Hadrian VI. = Adrian Florisz, Marcellus II. = Marcello Cervini), was jedoch seit dem 16. Jahrhundert nicht mehr vorgekommen ist. Viele Päpste nehmen die Namen bedeutender Vorgänger an wie Leo und Gregor oder jene von Heiligen wie Paul VI., nach Apostel Paulus. Andere gehen nach der Bedeutung der Namen (Pius = fromm; Innozenz = unschuldig). Einige Päpste wählen ihren Namen aus persönlichen Gründen wie Johannes XXIII., zu Ehren seines Vaters.
Ursprünglich behielten die Päpste nach der Wahl ihren eigenen Vornamen. Der erste Papst, der einen neuen Namen annahm, war Johannes II. im Jahr 533. Er hieß eigentlich Mercurius und wollte als Papst nicht den Namen eines heidnischen Gottes tragen. Jedoch blieb die Annahme eines neuen Namens bis zum Ende des 1. Jahrtausends eine Ausnahme und wurde erst mit Sergius IV. im Jahr 1009 zur Regel.
Der erste Name, der wiederholt von einem Papst getragen wurde, war Sixtus (durch Sixtus II. im Jahr 257). Seitdem werden die Namen, die mehrfach angenommen werden, mit nachgestellten römischen Ziffern versehen. Die Päpste der Antike und des Frühmittelalters trugen jedoch häufig Namen, die kein zweites Mal angenommen wurden. Einige der antiken Namen wie Clemens und Pius wurden ab dem Hochmittelalter und damit dem Aufkommen der Namenswahl wieder aufgegriffen.
Albino Luciani wählte in Erinnerung an seine beiden Vorgänger mit Johannes Paul I. den ersten Doppelnamen der Papstgeschichte, zugleich war dies der erste neue Papstname seit Lando von 913 bis 914. Sein Nachfolger Karol Wojtyła wählte ebenfalls den Papstnamen Johannes Paul II. Der Name von Benedikt XVI. nimmt Bezug auf Benedikt XV. von 1914 bis 1922, der vergeblich versuchte, den Ersten Weltkrieg zu verhindern bzw. zu beenden, sowie auf den Mönchsvater und Patron Europas, Benedikt von Nursia. Jorge Mario Bergoglio wählte wiederum als erster den Namen Franziskus mit Bezug auf Franz von Assisi, den Begründer des Franziskanerordens, und dessen Ziel einer „armen Kirche“, die sich für die Bedrängten und Bedürftigen einsetzt. Auch über einen Bezug zum heiligen Franz Xaver, einem der Begründer des Jesuitenordens, dem Kardinal Bergoglio angehört, wurde nach der Wahl spekuliert. Leo XIV. bezog sich ausdrücklich auf Leo XIII., der die erste Sozialenzyklika verfasst hat.

### Strafrechtlicher Schutz des Papstes
Der Papst ist durch kirchliches und weltliches Recht gegen Akte physischer Gewalt geschützt. Can. 1370 § 1 droht als Strafe für solche Gewalt gegen den Papst die Exkommunikation an. Gemäß Artikel 8 des Lateranvertrags wird ein Attentat oder die Anstiftung zu einem solchen mit denselben Strafen bedroht wie entsprechende Handlungen gegen den italienischen König und nun den Staatspräsidenten.

### Amtsenthebungen
Ein Verfahren zur Absetzung eines Papstes ist nicht vorgesehen und nach heutigem Selbstverständnis des Papsttums nicht möglich. Im Laufe der Kirchengeschichte kam es jedoch wiederholt zur Erhebung von Gegenpäpsten etwa durch den römisch-deutschen Kaiser oder interessierte Machtzirkel, die um den mit großer weltlicher Macht ausgestatteten Papstthron kämpften. Wer in die Geschichte als Gegenpapst einging, hing oft davon ab, welcher Kandidat sich im Kampf um den päpstlichen Stuhl letztlich durchsetzen konnte. Bekannte Fälle waren:
- 897 Formosus (posthum) (siehe: Leichensynode)
- 963 Johannes XII. wegen Unwürdigkeit durch eine von Otto I. einberufene Synode
- 964 Leo VIII. wegen crimina
- 964 Benedikt V. wegen unrechtmäßiger Besetzung des Bischofsstuhles
- 998 Gegenpapst Johannes XVI. als Usurpator
- 1415 Gegenpapst Johannes XXIII. wegen Simonie und Schisma durch das Konzil von Konstanz
- 1415 Gregor XII. wurde im Zuge des Konzils von Konstanz wegen Häresie und Schisma zum Rücktritt gezwungen
- 1417 Benedikt XIII. durch das Konzil von Konstanz

## Stellung und Kritik

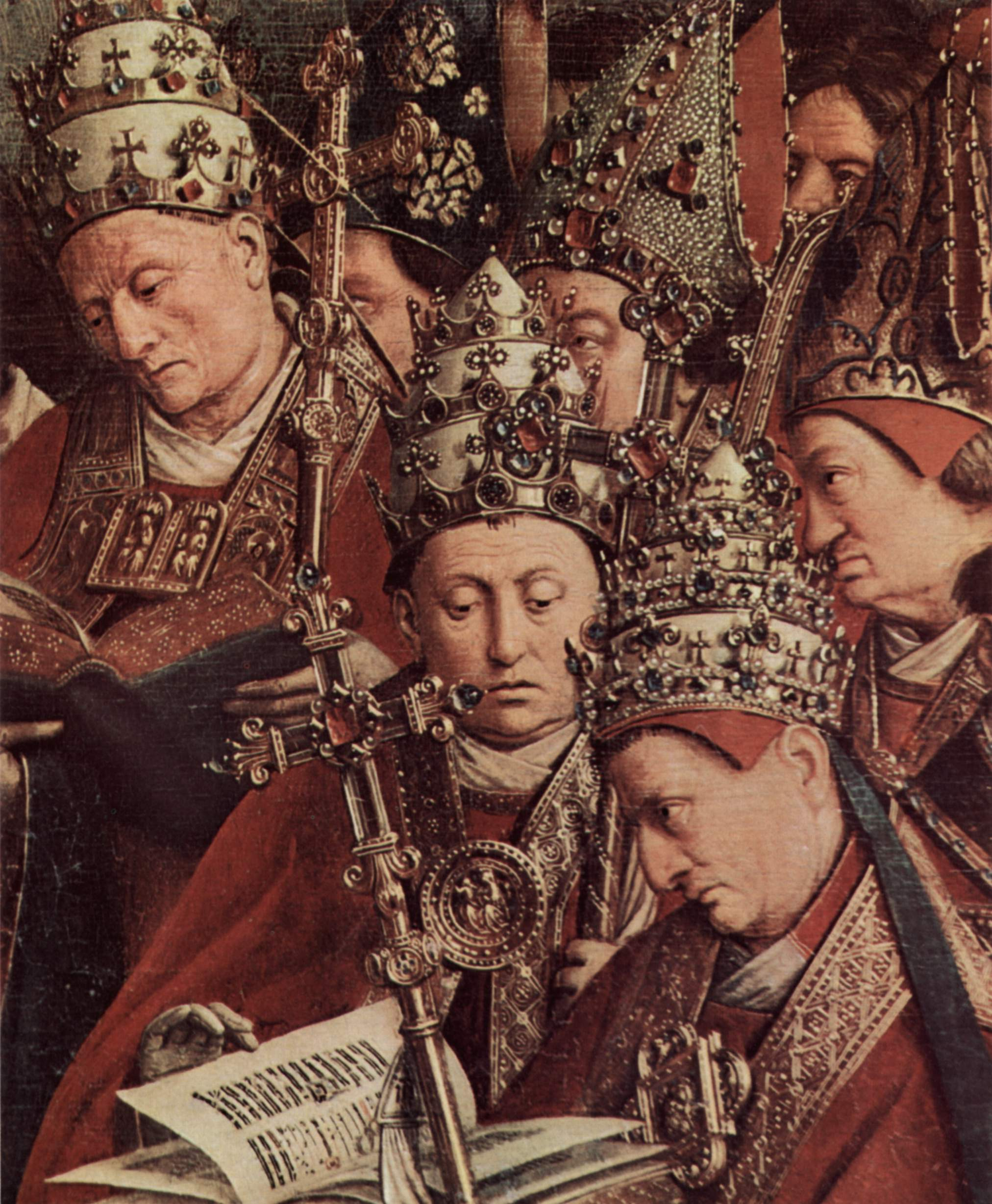
Päpste bei der Anbetung des Lammes (Teilansicht des Genter Altars von Jan van Eyck)

Der universale Primatsanspruch des Bischofs von Rom entwickelte sich im Lauf des ersten Jahrtausends und gipfelte im Dictatus Papae von 1075. Der Papst gilt in der römisch-katholischen Kirche als oberster Herr der Gesamtkirche und Stellvertreter Christi auf Erden – ein Anspruch, der, abgesehen von den katholischen Unierten Kirchen, von allen übrigen Kirchen nicht anerkannt wird.
Das Erste Vatikanische Konzil von 1869 bis 1870 erhob die Glaubensüberzeugung, der Papst sei, wenn er ex cathedra spricht, in Glaubensfragen unfehlbar, zum Dogma. Auch dieser Anspruch wird von den übrigen Kirchen abgelehnt; als Folge entstand zudem die Altkatholische Kirche. Ausdrücklich angewendet wurde das Unfehlbarkeitsdogma seit 1870 ein einziges Mal, 1950 bei der Formulierung des Dogmas von der leiblichen Aufnahme Mariens in den Himmel. Enzykliken und Lehrschreiben des Papstes sind für die römisch-katholische Kirche zwar bindend, aber nicht ohne weiteres als unfehlbare Lehrentscheidungen anzusehen. Die theologische Diskussion hierüber ist nicht abgeschlossen.
In der Alten Kirche gab es folgende fünf maßgebliche Patriarchen in der Reihenfolge des durch ökumenische Konzile definierten Ehrenvortritts:
1. den Bischof von Rom
2. den Bischof von Konstantinopel, seit Chalcedon im gleichen Rang wie Rom, aber im Vortritt nach Rom, da Rom älter ist
3. den Bischof von Alexandria
4. den Bischof von Antiochia
5. den Bischof von Jerusalem

Damals schon galt unter den Christen der römische Bischofssitz als „primus inter pares“, da Rom die Hauptstadt des Römischen Reiches war und die Kirche von Rom insbesondere durch die Gräber der „Apostelfürsten“ Petrus und Paulus als verehrungswürdig angesehen wurde. Der Kirchenhistoriker Eusebius von Caesarea († 339) notiert das Martyrium von Petrus und Paulus in Rom als eine in der ganzen Kirche bekannte Tatsache. Irenäus von Lyon († um 202) gibt die römische Ortstradition wieder, wonach das römische Bischofsamt sich in direkter Nachfolge vom Apostel Petrus herleite, der der erste Vorsteher (episkopos) der römischen Christengemeinde gewesen sei. Auch das Patriarchat von Antiochia beruft sich darauf, dass Petrus, bevor er nach Rom gegangen sei, dort seit dem Jahr 38 der erste Bischof war. Ebenso führen sich die übrigen Patriarchate und einige weitere östliche Bischofssitze auf einen Apostel zurück. Ob Petrus wirklich in Rom gewesen ist, ist unter Historikern allerdings umstritten.
Die römische Petrustradition ist historisch nicht ausgeschlossen, war aber in den ersten Jahrhunderten kein wichtiges Thema. Für die Anwendung von Mt 16,18 auf die Bischöfe von Rom als Petrusnachfolger findet sich das früheste schriftliche Zeugnis bei Papst Damasus I. im 4. Jahrhundert. Dort wird die römische Kirche erstmals exklusiv als „sedes apostolica“ (apostolischer Stuhl) bezeichnet – eine Sonderstellung, die von den übrigen Patriarchaten nicht anerkannt wird. Durch die Teilung des Römischen Reiches wurden aber die monarchischen Tendenzen des einzigen westlichen (lateinischen) Patriarchensitzes weiter begünstigt.
Scharfe Kritiker sehen im Papsttum die Fortsetzung des Machtanspruchs des alten Rom und das Papstamt wird aus protestantischer Sichtweise sehr skeptisch, wenn auch nicht ausschließlich negativ beurteilt. Die konstantinische Wende rief einen völlig anderen Menschenschlag als den bisherigen an die Spitze der noch jungen Kirche. Während in den ersten Jahrhunderten Christen noch grausam verfolgt wurden und zum Christsein außerordentlich viel Mut gehörte, war nun das Christentum Teil der kaiserlichen Machtpolitik geworden und bot begehrenswerte, weil gut bezahlte und einflussreiche Ämter. Die römische Kirche hatte im Westen die traditionelle Vorherrschaft Roms übernommen. Versuche, sie auf die übrigen Patriarchate auszudehnen, scheiterten jedoch. In der Folge setzte sich das Papsttum in Westeuropa mehr und mehr auch als weltliche Herrschaft durch.
Eine Stellvertreterschaft Gottes, die aus der Bibel nicht stichhaltig abzuleiten sei, habe ihr Vorbild dagegen im römischen Kaisertum. Originär ist der Titel des Pontifex Maximus dem römischen Kaiser vorbehalten und findet nach dem Untergang des römischen Reiches eine Übertragung auf den Bischof von Rom. So stellte sich der Papst im Hochmittelalter in geistlichen und weltlichen Fragen als Gebieter über Könige und Völker, was sich jedoch ab dem 14. Jahrhundert immer weniger durchsetzen ließ. Auch auf religiösem Gebiet kam es im Spätmittelalter zu einer immer stärkeren Diversifikation, wobei die Kirche allerdings gegen Andersdenkende in ihrem Machtbereich vorging.